# Laosz oktatási rendszere

## Történet

### A 17. századtól a függetlenség elnyeréséig
Laosz oktatásának kezdeteit a 17. század folyamán alapított templomi iskolák jelentették. Ezek a fiatal fiúkat buddhista szellemben nevelték.
A francia gyarmati uralom alatt kiadott 1917-es oktatási törvény az anyaországéhoz hasonló általános oktatási rendszert vezettek be Indokína területén. Ennek ellenére mindössze néhány alapfokú iskola és egyetlen középiskola (a Lycée Pavie) épült meg. A szegényebb rétegek számára a tanulás lehetőségét a templomi iskolák jelentették, a gazdagabbak pedig Hanoi, Saigon vagy Franciaország iskoláiban tanultak.

### 1945–1975
A függetlenség elnyerése után, 1955-től amerikai segítséggel általános- és középiskolák építése indult a nagyobb központokban. 1958-ban megindult a felsőoktatás, a Sziszavang Vong Egyetem megalapításával. 1959-ben a művészeti oktatás is megkezdődött a Szépművészeti Nemzeti Iskola és a Tánc és Zene Nemzeti Iskolája létrehozásával.
Ám ezen intézkedések ellenére is meglehetősen fejletlen maradt az oktatás.

### 1975-től napjainkig
A hatalomátvétel után megpróbálták kiterjeszteni az oktatást minden népcsoportra és a felnőttek körében megpróbálták csökkenteni az analfabetizmust, ám ezek az intézkedések nem volatk sikeresek a tanárok nagy részének elüldözése miatt.
1987-ben az Új Gazdasági Mechanizmus újragondolta az oktatás céljait, s a társadalmi-gazdasági fejlődés motorjaként az oktatás fejlesztése nagyobb lendületet kapott. 1990 óta ismét működhetnek magániskolák. A reformok kezdete óta javulás történt az oktatás minden szintjén, de az alulképzett tanárok, a nem megfelelő tananyag és az épületek, illetve a szemléltető eszközök rossz állapota még mindig komoly probléma.
1975-ben a hatalomra került kommunisták megszüntették a Sisavang Vong Egyetemet, mely több kisebb főiskolára esett szét. Az 1970-es és 80-as években ezért sokan külföldön, a Szovjetunióban vagy kelet-európai országokban folytatták felsőfokú tanulmányaikat, de 1990-re ez a lehetőség megszűnt. 1996-ban azonban létrejött a Laoszi Nemzeti Egyetem, mely jelenleg Laosz egyetlen egyeteme.
Az írástudók aránya jelenleg mindössze 50% körül van. Általános iskolába a gyerekek 71%-a, alapfokú gimnáziumba 15, míg felsőfokú gimnáziumba midössze 2%-a jár. Komoly probléma a fiúk és lányok, illetve az etnikai törzsek közötti jelentős különbségek.

## Az oktatás rendszere
| Képzési forma               | Időtartam (év) |
| --------------------------- | -------------- |
| Bölcsőde vagy óvoda         |                |
| Alapfokú oktatás            | 5              |
| Alapfokú gimnáziumi képzés  | 3              |
| Felsőfokú gimnáziumi képzés | 3              |
| Felsőoktatási képzés        | 5              |

A közoktatási rendszer az óvodából, az ötéves alapfokú oktatási képzésből, a hároméves alapfokú gimnáziumi képzésből, és szintén hároméves magasabb fokú gimnáziumi képzésből áll.